# Siegfried Seligmann
Siegfried Seligmann (geboren 12. Juni 1870 in Wandsbek – gestorben 10. November 1926 in Hamburg) war ein deutscher Augenarzt und Privatgelehrter.

## Leben
Siegfried Seligmann war ein Sohn des Kaufmanns Benzion Seligmann und seiner Frau Jenny, geb. Simon. Er studierte Humanmedizin an den Universitäten Freiburg, Straßburg, Berlin und München. Anfang 1896 erhielt er in München die ärztliche Approbation. Im März wurde er Assistent an der Augenklinik Dr. Wertheim in Berlin. Von September 1896 bis September 1898 arbeitete er ebenfalls als Assistent an der Augenklinik der Universität Berlin.
Am 20. September 1898 wurde er vom Medizinalkollegium Hamburg in die Matrikel der Hamburger Ärzte aufgenommen und eröffnete eine eigene Praxis.
1904 heiratete er Alice Bettina Warburg (29. September 1878 Hamburg – ), eine Tochter des Hausmaklers Moritz Gustav Warburg (1841–1887, Cousin von Moritz M. Warburg) und seiner Frau Emilie Wilhelmine, geb. Seligmann.
Im Ersten Weltkrieg war er als Chefarzt der Augenstation eines Lazaretts in Frankreich tätig; er wurde mit dem Eisernen Kreuz und dem Hamburgischen Hanseatenkreuz ausgezeichnet. Nach Kriegsende nahm er seine Praxis in Hamburg wieder auf und war in ihr bis zu seinem Tod tätig. Er wohnte in der Heimhuder Straße 17 in Hamburg-Rotherbaum.
Neben seiner Praxis trieb Seligmann umfangreiche Studien zum Volks- und Aberglauben, insbesondere zum Bösen Blick, über den er 1910 ein monumentales zweibändiges Werk vorlegte, das bis heute als unentbehrliches Standardwerk gilt.  Als Sachverständiger trug er ein umfangreiches Gutachten im Prozess gegen den Lehmpastor Emanuel Felke (1856–1926) vor, das er auch veröffentlichte. Er legte eine umfangreiche, über 1500 Objekte umfassende Amulett-Sammlung an. Nach seinem Tod gelang es Aby Warburg 1927, einen Ankauf der Sammlung durch Georg Thilenius mit Hilfe der Hamburgischen Wissenschaftlichen Stiftung für das Hamburger Museum für Völkerkunde zu vermitteln. 2001 wurde die Sammlung im Rahmen der Ausstellung Hexenwelten erstmals vollständig gezeigt. Nachdem die Amulett-Sammlung zwischenzeitlich in das Hexenarchiv des Museums integriert war, das sich mit Hexensprechstunden, Vorträgen über Jahresfeste, Zauberpraktiken und Referate zu Fragen naturreligiöser Spiritualität „zu einem heidnischen Zentrum“ entwickelte, wurde dies inzwischen rückgängig gemacht.
In Abstimmung mit dem Völkerkundemuseum ging ein Teil seiner ethnologischen Büchersammlung an die Kulturwissenschaftliche Bibliothek Warburg über.
Seligmanns Papiere befinden sich seit 1987 als Schenkung der Familie im Archiv des Warburg Institute in London.

## Veröffentlichungen
- Die mikroskopischen Untersuchungsmethoden des Auges. Karger, Berlin 1899 (archive.org)
- Der böse Blick und Verwandtes. Ein Beitrag zur Geschichte des Aberglaubens aller Zeiten und Völker. 2 Bände. Barsdorf, Berlin 1910.

Band 1 archive.org
Band 2 archive.org
Reprint: Hildesheim: Olms 1985, ISBN 3-487-07665-9
- Augendiagnose und Kurpfuschertum: Mit besonderer Berücksichtigung des Kurpfuscherprozesses gegen den „Lehmpastor“ Felke. Barsdorf, Berlin 1910 (archive.org)
- Die Zauberkraft des Auges und das Berufen. Ein Kapitel aus der Geschichte des Aberglaubens. Hamburg 1922; Reprint: Couvreur Verlag, Den Haag 1980
- Die magischen Heil- und Schutzmittel aus der unbelebten Natur mit besonderer Berücksichtigung der Mittel gegen den bösen Blick. Eine Geschichte des Amulettwesens. Strechek & Schröder, Stuttgart 1927.